# André Maginot
André Maginot (París, 17 de gener de 1877 - 7 de gener de 1932) fou un polític francès conegut per donar nom i ser l'impulsor de la línia Maginot. Els seus pares eren originaris de Lorena (Revigny-sur-Ornain, al departament del Mosa).
Va obtenir el doctorat en Dret l'any 1897, amb el qual va aconseguir un lloc en l'administració. Aleshores comença una carrera política com a conseller general de Revigny-sud-Ornain i és elegit diputat de Bar-le-Duc el 1910, càrrec que conservarà fins a la seva mort.
El 1913 és promogut sotssecretari de Guerra de l'Estat. Quan esclata la Primera Guerra Mundial s'allista en el 44è Regiment Territorial i demana organitzar una companyia a la regió de la conca superior del Mosa. Crea patrulles regulars i amb el seu valor i actitud ascendeix a sergent.
Ferit el 9 de novembre de 1914 no intervindrà més al front, rebent una medalla militar. El 1917 és nomenat Ministre de Colònies i després cavaller de la Legió d'Honor el 12 de març per actes en combat.
Nomenat Ministre de Pensions el 1920, es compromet a dotar una burocràcia més humana per als veterans de guerra. El 1922 és nomenat Ministre de Guerra sota el mandat de Raymond Poincaré. Es preocupa llavors de realitzar defenses a les fronteres i construir forts. Va ser substituït el 1924 per Paul Painlevé. El 1929 reprèn la posició deMinistre de Guerra i continua amb les fortificacions a l'est de França. Convençut que les línies estàtiques són la millor defensa, dinamitzà el projecte experimental que encara no era gaire avançat. El seu objectiu era disminuir el nombre d'efectius al llarg del Rin per aportar-los major mobilitat.
Tanca els comptes de la construcció en 3,3 mil milions de francs i quatre anys de treballs. El projecte surt votat per 274 vots a favor i 26 en contra. Es pot dir que la línia Maginot va ser deguda principalment a Paul Painlevé, però la construcció no hauria estat possible sense l'impuls de André Maginot.
Mor durant la nit del 7 de gener de 1932 de febre tifoidea. Es va decretar un dol nacional i és enterrat amb honors a Revigny-sud-Ornain el 10 de gener.